# In Our Own Sweet Time
In Our Own Sweet Time es el cuarto, y más reciente álbum de estudio del cantante y compositor australiano Vance Joy. El álbum fue producido durante la pandemia de COVID-19 y el 7 de abril de 2022 se hizo oficial su anuncio. La publicación del mismo fue el 10 de junio de 2022 a través de Liberation Music. Asimismo, fue precedido por el lanzamiento digital de tres sencillos: «Missing Piece», «Don't Fade» y «Clarity».
Un tiempo antes, Joy anunció que la promoción de su disco estaría apoyado en la gira Long Way Home Tour, que comenzará el 22 de mayo de 2022 en Londres, Inglaterra.

## Antecedentes y composición
Joy declaró que el álbum trata sobre la idea de crear una vida, y un mundo, con alguien especial, expresando: «Siempre me atrae la idea de la atemporalidad o ese momento compartido que te distrae del caos exterior. Si el el mundo es una locura, puedes escaparte a algún lado. Siempre es difícil pensar en el título correcto, pero creo que resume perfectamente el álbum».

## Lanzamiento y promoción

### Sencillos
El 21 de mayo de 2021, «Missing Piece» fue publicado como el primer sencillo principal del álbum. La canción alcanzó el puesto número 14 en la lista de éxitos musicales de Australia y recibió la certificación de doble disco de platino. El video fue dirigido por Annelise Hickey, que fue premiado en la categoría Mejor vídeo en los ARIA Music Awards de 2021.
El 10 de febrero de 2022, «Don't Fade» tuvo su estreno mediante la radio australiana Triple J y al día siguiente se lanzó oficialmente en todo el mundo como el segundo sencillo del álbum.
El 7 de abril de 2022, se anunció la salida de una tercera canción titulada «Clarity» y con ella la confirmación del álbum. El sencillo fue lanzado al día siguiente.
El cuarto sencillo titulado «Every Side Of You» se lanzó el 1 de junio de 2022, una semana antes de la fecha de lanzamiento del álbum.

## Lista de canciones
- In Our Own Sweet Time – Edición estándar

| N.º   | Título                    | Escritor(es)                            | Productor(es)                                                         | Duración |  |
| 1.    | «Don't Fade»              | James Keogh Dave Bassett                | Dave Bassett David Longstreth Edwin White David Biral Denzel Baptiste | 3:10     |  |
| 2.    | «Solid Ground»            | Keogh Basset                            | Basset White                                                          | 3:33     |  |
| 3.    | «Missing Piece»           | Keogh Joel Little                       | Little White                                                          | 3:35     |  |
| 4.    | «Catalonia»               | Keogh Basset                            | Basset White                                                          | 3:38     |  |
| 5.    | «Way That I'm Going»      | Keogh Daniel Tashian Ian Fitchuk Basset | Basset White                                                          | 3:47     |  |
| 6.    | «Every Side of You»       | Keogh Basset                            | Basset White                                                          | 3:24     |  |
| 7.    | «Clarity»                 | Keogh Little                            | Little White                                                          | 3:47     |  |
| 8.    | «Wavelength»              | Keogh Longstreth Biral Baptiste         | Bassett White Longstreth Take a Daytrip                               | 3:38     |  |
| 9.    | «Boardwalk»               | Keogh Basset                            | Basset White                                                          | 3:10     |  |
| 10.   | «Looking at Me Like That» | Keogh James Earp                        | White Earp Gethin Williams                                            | 3:20     |  |
| 11.   | «This One»                | Keogh Daniel Dodd Wilson                | Wilson Bassett White                                                  | 3:15     |  |
| 12.   | «Daylight»                | Keogh                                   | Bassett White                                                         | 2:51     |  |
| 41:08 |                           |                                         |                                                                       |          |  |

## Créditos y personal

### Músicos
| - Vance Joy – voz (todas las canciones), guitarra (2, 3, 5, 7, 9), ukulele (4), banjo (11) - Dave Bassett – guitarra acústica (1, 2, 4, 6, 9, 12), bajo (1, 2, 4–6, 9, 12), piano (1, 2, 5, 6, 11, 12); guitarra eléctrica, sintetizador (1, 2, 5, 6, 9); coros (2); órgano Hammond, piano eléctrico Wurlitzer (9); guitarra barítono, armonio, flauta (12) - Edwin White – batería (2–7, 9–12), percusión (2, 4–6, 8–11), teclado (4, 6, 10, 11); coros, guitarra eléctrica (11) - Kieran Conran – bombardino (2), trombón (2, 9), trombón bajo (9) - Mark Fitzpatrick – fliscorno (2, 9), trompeta (4, 7, 9) - Nicolas Fleury – crono francés (2) | - Joel Little – bajo, programación (3, 7); batería, guitarra, teclados (3); coros (7) - Will Morrissey – saxofón (4) - David Biral – bajo, batería, teclado, percusión, programación (8) - Denzel Baptiste – bajo, batería, teclado, percusión, programación (8) - David Longstreth – guitarra (8, 11) - James Earp – bass, guitarra (10) - Gethin Williams – guitarra (10) - Dan Wilson – guitarra, órgano de bomba, piano upright (11) |

### Técnico
- Dale Becker – masterización (1, 2, 4–12)
- Ted Jensen – masterización (3)
- Jeff Ellis – mezclador de audio (1, 2, 5, 6, 8–12)
- Spike Stent – mezclador de audio (3, 4, 7)
- Kayla Reagan – ingeniería de mezcla (1, 2, 5, 6, 8–12)
- Dave Bassett – ingeniería (1, 2, 4–6, 9, 11, 12)
- Guus Hoevenaars – ingeniería (2–7, 9, 11, 12)
- Joel Little – ingeniería (3, 7)
- David Longstreth – ingeniería (8)
- James Earp – ingeniería (10)
- John Mark Nelson – ingeniería (11)
- Sara Mulford – asistente de ingeniería  (11)
- Trevor Taylor – asistente de mezclador de audio (1, 2, 5, 6, 8–12)